# فرنسيس إف. تشن
فرنسيس إف. تشن (بالإنجليزية: Francis F. Chen)‏ هو فيزيائي أمريكي، ولد في 18 نوفمبر 1929 في غوانزو في الصين.